# Ram Express
RAM Express is de Regionale Luchtvaartmaatschappij van Royal Air Maroc.
De hub is Mohammed V International Airport.
RAM express vliegt naar: Agadir, Laayoune, Marrakesh, Fez, Tanger, Tetouan, Oujda, Nador, Rabat, Zagora, Valencia, Málaga, Lissabon, Essaouria, Errachidia, Al Hoceima en Ouarzazate. 
De vloot van RAM Express bestaat uit 4 72-200 en 1 ATR 72-600.